# Георгі Кабаков
Георгі Кабаков (болг. Георги Кабаков; нар. 22 лютого 1986, Пловдив) — болгарський міжнародний футбольний арбітр.

## Кар'єра
Він став футбольним арбітром у 2001 році. З 2008 року став обслуговувати матчі болгарського вищого дивізіону.
У 2013 році він став арбітром ФІФА. Він був призначений на 4-м арбітром на юнацькому U-17 чемпіонату Європи 2015 року в Болгарії. Згодом Кабаков був головним арбітром на юнацькому (U-19) чемпіонаті Європи 2015 року в Греції.
Кабаков з сезону 2016/17 судив матчі Ліги Європи, а також дебютував у Лізі націй УЄФА в матчі між Австрією та Північною Ірландією.
У липні 2018 року відсудив матч за Суперкубок Болгарії.
У 2018 році Кабаков вперше відсудив матч групового етапу Ліги чемпіонів між «Валенсією» і «Манчестер Юнайтед» на стадіоні «Месталья», який завершився з рахунком 2:1.
2019 року був включений до списку арбітрів на молодіжний чемпіонат Європи в Італії.